# Queralt Albinyana
Queralt Albinyana (Terrassa, 24 de gener de 1980) és una actriu, professora de cant, blueswoman i e-mànager, més coneguda pel seu paper de Txell en la sèrie de televisió catalana de TV3, la Riera.

## Biografia

### Televisió
Albinyana nasqué a Terrassa, però es crià a la població menorquina d'Alaior. Llicenciada en interpretació per l'Institut del Teatre de Barcelona, és coneguda per les seves aparacions en sèries de televisió de TV3 com ara Nit i dia, la Riera, el cor de la ciutat, Valeria; així com a sèries emesses a IB3 Televisió com Treufoc i Llàgrima de sang.

### Teatre
Queralt Albinyana és una artista força polifacètica ja que compta també amb una amplia trajectòria al món del teatre vinculada a la companyia els Comediants, o al teatre musical clàssic a la Companyia Dei Furbi amb espectcles com La flauta màgica i Trilogia Mozart. Així mateix, també ha actuat al Gran Teatre del Liceu de Barcelona, i, fins i tot, en grans produccions musicals de caràcter més contemporani com ara Grease, Hair, Els miserables o, més recentment, Fama, al teatre Apolo de Barcelona. Encara en el marc dels espectacles musicals, Albinyana també ha treballat en espectacles per als més petits, com a Alícia al país de Siri, al Petit Romea.

### Món musical
De la mateixa manera, Albinyana té, a més a més, una faceta com a blueswoman. Formada al taller de músics com a cantant, ha realitzat actuacions per bona part de la geografia catalana amb diverses formacions. Destaquem el trio de blues, Queralt Albinyana Blues Trio format per ella a la veu, Tota Blues a l'harmònica i veus i Martín J. Merino a la guitarra. És professora de cant i de veu des del 2014.

## Discografia
- When I met the Blues (Blussi Records, 2012).

## Premis
- Premi Anita - Memorial Ana Lizarrán a la millor actriu per Lucrècia, adaptació de Joan Ramis i Ramis (2015).[6]